# Siphocampylus tillettii
Siphocampylus tillettii är en klockväxtart som beskrevs av Julian Alfred Steyermark. Siphocampylus tillettii ingår i släktet Siphocampylus och familjen klockväxter. Inga underarter finns listade i Catalogue of Life.